# Паметник на Тодор Александров (Кюстендил)
Паметникът на Тодор Александров е архитектурен скулптурен паметник в град Кюстендил, България. Разположен е в центъра на парка между сградите на общинската и областната администрация.

## Убийство на Тодор Александров
Видният български революционер, член на Централния комитет на Вътрешната македонска революционна организация Тодор Александров е убит на 31 август 1924 година в близост до село Сугарево, в Пирин, на път за конгреса на Серския революционен окръг от Щерьо Влахов и Динчо Вретенаров.
Едва на 15 септември 1924 година следобед вестта за убийството се разпространява в Кюстендил. Градът се оглася от траурния звън на черковните камбани. Централният площад „Св. св. Кирил и Методий“ се изпълва с многохиляден народ. От балкона на читалището говорят Владимир Куртев и Панчо Тошев. На 21 септември на площада се отслужва панихида в памет на загиналия. Кметът Иван Жабински обявява преименуването на ул. „Славянска“ на бул. „Тодор Александров“. Панихидата завършва със спонтанна манифестация, закрита пред читалището с реч на Владимир Куртев. Броят на кюстендилския вестник „Куриер“ от 21 септември е изцяло посветен на Тодор Александров. В статията си Добри Данов пише: „…Той обичаше нашия китен град, защото тук намираха подслон и разтуха в радушно топла, братска среда всички титани на светото македонско дело…“

## Първи паметник
По инициатива на дружество „Илинден“ и Македонското благотворително братство „Св. св. Кирил и Методий“, на 30 ноември 1924 година в Кюстендил се учредява фонд „Тодор Александров“, с цел „поставяне бюст на Т. Александров в началото на булеварда, носещ името му в Кюстендил и заделяне от средствата на фонда суми за подпомагане семейството на Т. Александров“. Изработен е устав и е избран учредителен комитет от 45 души, управляван от комисия с председател Владимир Куртев, подпредседател Димитър Стоянов, секретар-касиер Ангел Узунов и членове: Панчо Тошев, Асен Касабов, Димитър Дойчинов, Яко Барухов.
Изработването на паметника е възложено на скулптора Андрей Николов, който наскоро се е завърнал от Италия. Той извайва бронзовия лик на войводата в щит като ореол, обгърнат с дъбови клонки.
Основният камък на паметника е положен на 7 август 1927 г. от председателя на Македонския национален комитет д-р Константин Станишев в присъствието на майката Мария, съпругата Вангелия Александрова и децата Александър и Мария.
Паметникът е открит на 1 ноември 1928 г. В репортаж за събитието списание „Илюстрация Илинден“ пише:
| „ | Паметникът на Тодор Александров е успял на студения бронз да изрази пламтящата и велика душа на македонския революционер в един образ, колкото суров и строг, толкова галещ и мил. Паметникът гледа към Македония, а Македония с тъжно лице и насълзени очи гледа от Руен своето скъпо чедо и праща благодарствен привет на родолюбивия и мил Кюстендил. Слава на Тодора! Слава на кюстендилското гражданство! | “ |

Първоначално паметникът е разположен източно от централния градски площад, в парка пред сградата на общината. През 1934 г. деветнадесетомайската власт го премества в дъното на парка, а през 1946 г. новата комунистическа власт го разрушава.

## Втори паметник
На 8 юни 1990 г. в Кюстендил се провежда възстановително събрание на Македонското дружество „Св. св. Кирил и Методий“. Първата значима обществена проява на дружеството, която намира отзвук в цялата страна, е възстановяването на паметника на Тодор Александров в Кюстендил. Създава се инициативен комитет, а за набиране на средства за възстановяването инициаторите излизат със специално възвание.
Архитектурната скица на паметника е възстановена от архитект Юли Фърков и изготвена от архитект Минчев. Паметникът е възстановен във вида, в който е бил изработен от Андрей Николов. Със съгласието на ВМРО-СМД и дъщерята на Тодор Александров – Мария Коева, на скулптора македонски българин Владимир Гиновски е разрешено да осъвремени скулптурния бюст по масления портрет на войводата от професор Димитър Гюдженов. Строителната част е възложена на столична фирма. Средствата са осигурени от ВМРО-Съюз на македонските дружества.
Малко преди завършването на паметника, общинското ръководство на БЗНС „Никола Петков“ подава възражение и сторителството му временно е преустановено. Въпросът е отнесен до Постоянната комисия по култура към Народното събрание, Българската православна църква и други институции и строителството е възобновено.
Паметникът е изпълнен от бял камък. Над бюста на войводата се чете надпис „Всичко за Македония“.
Възстановеният паметник на Тодор Александров е открит официално през декември 1991 г. в присъствието на много кюстендилци и гости от страната. При откриването на паметника реч държи и дъщерята на войводата – Мария Коева.

## Загинали за Македония
На гърба на паметника са прикрепени три паметни плочи с имената на видни дейци на ВМОРО, ВМОК и ВМРО, загинали за освобождението на Македония. Правописът на имената е запазен:
- Дамян Груев
- Пере Тошев
- Христо Узунов
- Тома Давидов
- Методи Патчев
- Марко Лерински
- Йордан Гавазов
- Лука Иванов
- Тале Христов
- Лазар Поп Трайков
- Пандо Кляшев
- Васил Чакаларов
- Манол Розов
- Георги Сугарев
- Пито Гули
- Никола Карев
- Софроний Стоянов
- Митре Влаха
- Гюрчин Наумов
- Йордан Пиперката
- Владимир Сланков
- Максим Ненов
- Георги Ацев
- Андрей Казепов
- Илия Кушев
- Петър Костов – Пашата
- Дякон Софроний
- Ст. Димитров
- Лазо Велков
- Дине Клюсев
- Георги Динев
- Дзоле Гергов
- Лазо Дим. Родевчето
- Гулиман
- Иван Н. Алебака
- Любомир Весов
- Божил Байловски
- Атанас Градобарлията
- Гоце Делчев
- Борис Сарафов
- Михаил Попето
- Мише Развигоров
- Лазар Маджаров
- Ефрем Чучков
- Славко Арсов
- Йосиф Даскалов
- Сава Михайлов
- Кръстю Асенов
- Христо Чернопеев
- Петър Васков
- Александър Станоев
- Симеон Клинчарски
- Георги Мончев
- Стоян Леков
- Иванчо Гевгелийски
- Никола Дечев
- Апостол Енидже-Вардарски
- Милан Делчев
- Свещ. Стамат Станчев
- Орцето
- Константин Кирков
- Пешо Самарджиев
- Теодос Янев
- Димитър Поп Стаматов
- Георги Касапчето
- Лазар Москов
- Мицо Делчев
- Гоце Карчев
- Григор Манасиев
- Мите Костов
- Коце Мазнейков
- Алексо Поройлията
- Иван Пашалията
- Алекс. Димитраков
- Диме Абдураманов
- Деян Димитров
- Никола Каранджулов
- Христо Матов
- Трайко Китанчев
- Иван Гарванов
- Тодор Лазаров
- Никола Панов
- Петър Станчев
- Кирил Григоров
- Михаил Даев
- Мирчо Кипров
- Цветан Спасов
- Стоян Мълчанков
- Сандо Китанов
- Полк. Анастас Янков
- Полк. Борис Дрангов
- Полк. Ст. Николов
- П. К. Яворов
- Проф. Никола Милев
- Христо Чемков
- Атанас Ников
- Димитър Гущанов
- Дядо Илия Кърчовалията
- Атанас Тешовалията
- Димитър Атанасов
- Атанас Бабата
- Подпоручик Настев
- Георги Спанчовалията
- Димитър Лещанов[1]
- Хр. Батанджиев
- Иван Жилев
- Иван Янев Гърчето[2]
- Константин Нунков
- Васил Аджаларски
- Кръстю Българията
- Никола Николиев
- Стоян Божов
- Радон Тодев
- Диме Мечето
- Панайот Константинов